# Tyska språket i Namibia

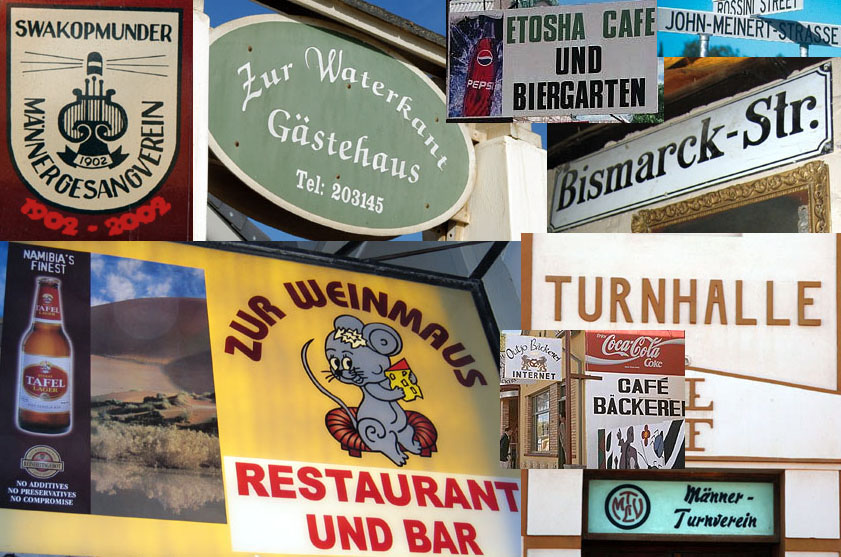
Tyskspråkiga skyltar i Namibia

Tyska är ett av Namibias erkända nationalspråk (minoritetsspråk) och existerar bredvid afrikaans, otjiherero, oshivambo och engelska. Namibia var, som Tyska Sydvästafrika, en tysk besittning 1884-1919. Tyskan har levt kvar och är framförallt spridd i södra och centrala Namibia. Fram till 1990 var tyskan ett av Namibias ämbetsspråk.
I dag är tyskan huvud- eller modersmål för mellan 20 000 och 30 000 namibier. Tyskan talas dels av tyskättlingar (Deutschnamibier) men även av äldre svarta namibier samt yngre ovambonamibier som vuxit upp i det tidigare Östtyskland. Därtill kommer de som talar tyska som andraspråk. Tyskan har en stark ställning inom näringsliv och turism. Tyskan återfinns också i en rad namn på städer och platser i landet: Swakopmund, Brandberg, Mariental och Lüderitz är några exempel.
Tyskan utgör en språkö i Namibia, den enda tyskspråkiga språkön utanför Europa.
I Namibia finns ett dussintal tyskspråkiga skolor som lär ut tyska som modersmål. Det finns flera tyska grundskolor och ett tyskspråkigt privat gymnasium i Windhoek. Namibias universitet erbjuder studier på tyska i vissa ämnen.
Tyskan i Namibia särskiljer sig genom en påverkan från bantuspråken, engelskan och afrikaans. Tyskan i Namibia kallas Südwesterdeutsch ("Sydvästtyska").
Allgemeine Zeitung är en tyskspråkig tidning som är Namibias äldsta. Det är den enda tyskspråkiga tidningen i Afrika.